# 厚木市営玉川野球場
厚木市営玉川野球場（あつぎしえいたまがわやきゅうじょう）は、神奈川県厚木市にある野球場。

## 施設概要
- 面積：10,134m2
- 内野：クレー舗装 外野：天然芝[1]
- 両翼：90m 中堅：105m[1]
- 収容人員：1,024人
- 照明：6基[1]
- スコアボード：磁気反転式電動[1]

## 交通アクセス
電車・バス・タクシー
- 小田急小田原線本厚木駅又は愛甲石田駅からバスで約25分。
- 本厚木駅厚木バスセンター9番乗り場から、船子経由森の里行きに乗車、「広町橋」下車徒歩5分。また、高松山経由森の里行き、神奈川リハビリテーション病院行き又は七沢行きに乗車の場合は、「愛名入口」下車、徒歩8分。
- 愛甲石田駅北口4番乗り場から、日産先進技術開発センター行き、森の里行き又は松蔭大学行きに乗車、「聖木」下車、徒歩約5分。

車
- 東名高速道路厚木ICから車で約10分。
- 駐車場67台[1]